# أييلو دي روغات
أييلو دي روغات (بالإسبانية: Aielo de Rugat)‏ هي municipality of Spain تقع في إسبانيا في وادي البيضاء. يقدر عدد سكانها بـ 189 نسمة ومساحتها 7.66 كم2 وترتفع عن سطح البحر 267 متر.